# Piano piano (Giordana Angi)
Piano piano è un singolo della cantautrice italiana Giordana Angi, pubblicato il 15 novembre 2024.

## Descrizione
Il brano, scritto e composto dalla stessa cantautrice, è prodotto da Francesco Catitti, in arte Katoo.

## Promozione
Il brano è stato eseguito in anteprima dalla stessa cantautrice il 10 novembre 2024 nel corso della settima puntata del pomeridiano della ventiquattresima edizione del talent show Amici di Maria De Filippi.

## Video musicale
Il video musicale, diretto da Davide De Meo, è stato pubblicato il 28 novembre 2024 attraverso il canale YouTube della cantautrice.

## Tracce
Testi e musiche di Giordana Angi.
1. Piano piano – 2:56

## Formazione
- Giordana Angi – voce, pianoforte
- Francesco "Katoo" Catitti – programmazione, produzione